# Giulio Cesare Gonzaga di Novellara
Giulio Cesare Gonzaga (Novellara, 1505 – Tivoli, 17 ottobre 1550) è stato un patriarca cattolico italiano.

## Biografia
Giulio Cesare era figlio di Giampietro Gonzaga, conte di Novellara e Bagnolo, discendente di Feltrino Gonzaga, capostipite del ramo cadetto dei Gonzaga di Novellara; fu ecclesiastico e uomo di cultura a Roma presso il papa Paolo III. 
Giulio Cesare contribuì con il suo denaro all'ornamento della chiesa di Santo Spirito in Sassia, rifabbricata nel 1538 dopo il sacco di Roma.
Nel 1550 fu consacrato patriarca titolare di Alessandria.
Morì nel 1550 a Tivoli.

## Ascendenza
|                       |   |                   | Genitori |  |  | Nonni |  |  | Bisnonni        |  |  | Trisnonni        |  |
|                       |   |                   |          |  |  |       |  |  | Giacomo Gonzaga |  |  | Guido II Gonzaga |  |
|                       |   |                   |          |  |  |       |  |  | Giacomo Gonzaga |  |  | Guido II Gonzaga |  |
|                       |   | Ginevra Malatesta |          |  |  |       |  |  | Giacomo Gonzaga |  |  |                  |  |
| Francesco I Gonzaga   |   |                   |          |  |  |       |  |  | Giacomo Gonzaga |  |  |                  |  |
|                       |   | Ippolita Pio      | …        |  |  |       |  |  |                 |  |  |                  |  |
|                       |   | Ippolita Pio      | …        |  |  |       |  |  |                 |  |  |                  |  |
|                       |   | Ippolita Pio      | …        |  |  |       |  |  |                 |  |  |                  |  |
| Giampietro Gonzaga    |   | Ippolita Pio      |          |  |  |       |  |  |                 |  |  |                  |  |
|                       |   | …                 | …        |  |  |       |  |  |                 |  |  |                  |  |
|                       |   | …                 | …        |  |  |       |  |  |                 |  |  |                  |  |
|                       |   | …                 | …        |  |  |       |  |  |                 |  |  |                  |  |
| Costanza Strozzi      |   | …                 |          |  |  |       |  |  |                 |  |  |                  |  |
|                       |   | …                 | …        |  |  |       |  |  |                 |  |  |                  |  |
|                       |   | …                 | …        |  |  |       |  |  |                 |  |  |                  |  |
|                       |   | …                 | …        |  |  |       |  |  |                 |  |  |                  |  |
| Giulio Cesare Gonzaga |   | …                 |          |  |  |       |  |  |                 |  |  |                  |  |
|                       | … | …                 |          |  |  |       |  |  |                 |  |  |                  |  |
|                       | … | …                 |          |  |  |       |  |  |                 |  |  |                  |  |
|                       | … | …                 |          |  |  |       |  |  |                 |  |  |                  |  |
| Marsiglio Torelli     | … |                   |          |  |  |       |  |  |                 |  |  |                  |  |
|                       |   | …                 | …        |  |  |       |  |  |                 |  |  |                  |  |
|                       |   | …                 | …        |  |  |       |  |  |                 |  |  |                  |  |
|                       |   | …                 | …        |  |  |       |  |  |                 |  |  |                  |  |
| Caterina Torelli      |   | …                 |          |  |  |       |  |  |                 |  |  |                  |  |
|                       |   | …                 | …        |  |  |       |  |  |                 |  |  |                  |  |
|                       |   | …                 | …        |  |  |       |  |  |                 |  |  |                  |  |
|                       |   | …                 | …        |  |  |       |  |  |                 |  |  |                  |  |
| Taddea Pio di Savoia  |   | …                 |          |  |  |       |  |  |                 |  |  |                  |  |
|                       |   | …                 | …        |  |  |       |  |  |                 |  |  |                  |  |
|                       |   | …                 | …        |  |  |       |  |  |                 |  |  |                  |  |
|                       |   | …                 | …        |  |  |       |  |  |                 |  |  |                  |  |
|                       |   | …                 |          |  |  |       |  |  |                 |  |  |                  |  |